# 景天虎耳草
景天虎耳草（学名：Saxifraga sediformis），为虎耳草科虎耳草属下的一个植物种。